# Protestas por el cierre de RCTV
Las protestas por el cierre de RCTV fueron una serie de manifestaciones que tuvieron lugar en Venezuela y que se desarrollaron durante el segundo semestre de 2007. El motivo detrás de las protestas fue la finalización de la concesión de transmisión del canal de televisión RCTV, el más antiguo de Venezuela. El gobierno de Hugo Chávez decidió no renovar la licencia para crear una nueva señal, Televisora Venezolana Social (TVes), que pasó a ocupar la frecuencia de RCTV. Radio Caracas Televisión era, al momento del cese de transmisiones, el canal más popular de Venezuela con más de 12 millones de televidentes en sus programas más populares. La oposición venezolana consideró como "cierre" el fin de la concesión para acallar las críticas en su contra.

## Antecedentes
El presidente Hugo Chávez acusó a Radio Caracas Televisión de haber participado en el fallido intento de golpe de Estado ocurrido en abril de 2002, incluyendo su respaldo al paro petrolero de ese mismo año. Durante su programa semanal de radio y televisión Aló Presidente, Chávez había repetidamente acusado a los medios opositores de ser "caballos del apocalipsis", "golpistas" y "fascistas". Asimismo, el presidente le recordó a los propietarios de los canales de televisión que las concesiones dependen del Estado y que pueden ser revocadas en cualquier momento.
El 28 de diciembre de 2006, Chávez informó que no renovaría la concesión de RCTV, con fecha de vencimiento el 27 de mayo de 2007, por lo que la señal debía levantar su programación ese día. El gobierno sostuvo que la negativa a la renovación se debió a las posiciones tomadas por Radio Caracas Televisión durante el golpe de Estado de 2002 y el paro petrolero. La posición de la administración Chávez también se basa en los dichos del vicealmirante venezolano Víctor Ramírez Pérez quien, al hablar sobre el golpe de Estado del jueves 11 de abril de 2002, dijo a un reportero de Venevisión: "Teníamos un arma mortal: los medios. Y ahora que tengo la oportunidad, déjeme que los felicite."
La agencia Reuters agrega en uno de sus reportes que RCTV "apoyó abiertamente el golpe de 2002 y se rehusó a mostrar las imágenes de sus simpatizantes [de Chávez] que hicieron que la situación terminará a su favor. Cuando el gobierno notificó al canal que la concesión para su señal de emisión abierta vencía en 2007 y que no sería renovada, RCTV y Globovisión acusaron al gobierno de cerrar el canal.
En diferentes entrevistas a medios nacionales y extranjeros, los directivos de RCTV declararon que esta medida era un abuso del gobierno, y la calificaron de un "cierre". Para respaldar esta aseveración, los directivos alegaron que la concesión no se vencía hasta el 2021, pero esta interpretación no fue compartida por el gobierno venezolano, que declaró que la concesión se vencía en 2007. La oposición venezolana hizo eco del primer punto de vista, y se realizaron movimientos de calle utilizando como premisa el cierre y el seguro despido de empleados por la medida tomada por el Estado.
Por su parte, el Tribunal Supremo de Justicia (TSJ) no dio lugar a un recurso de RCTV sobre la supuesta ilegalidad de la revocación de la licencia. Más de 30.000 personas se congregaron en Caracas el 19 de mayo para protestar ante esta decisión. También hubo manifestaciones en Maracaibo, Puerto La Cruz, Valencia y otras importantes ciudades del país.

## Fin de la concesión

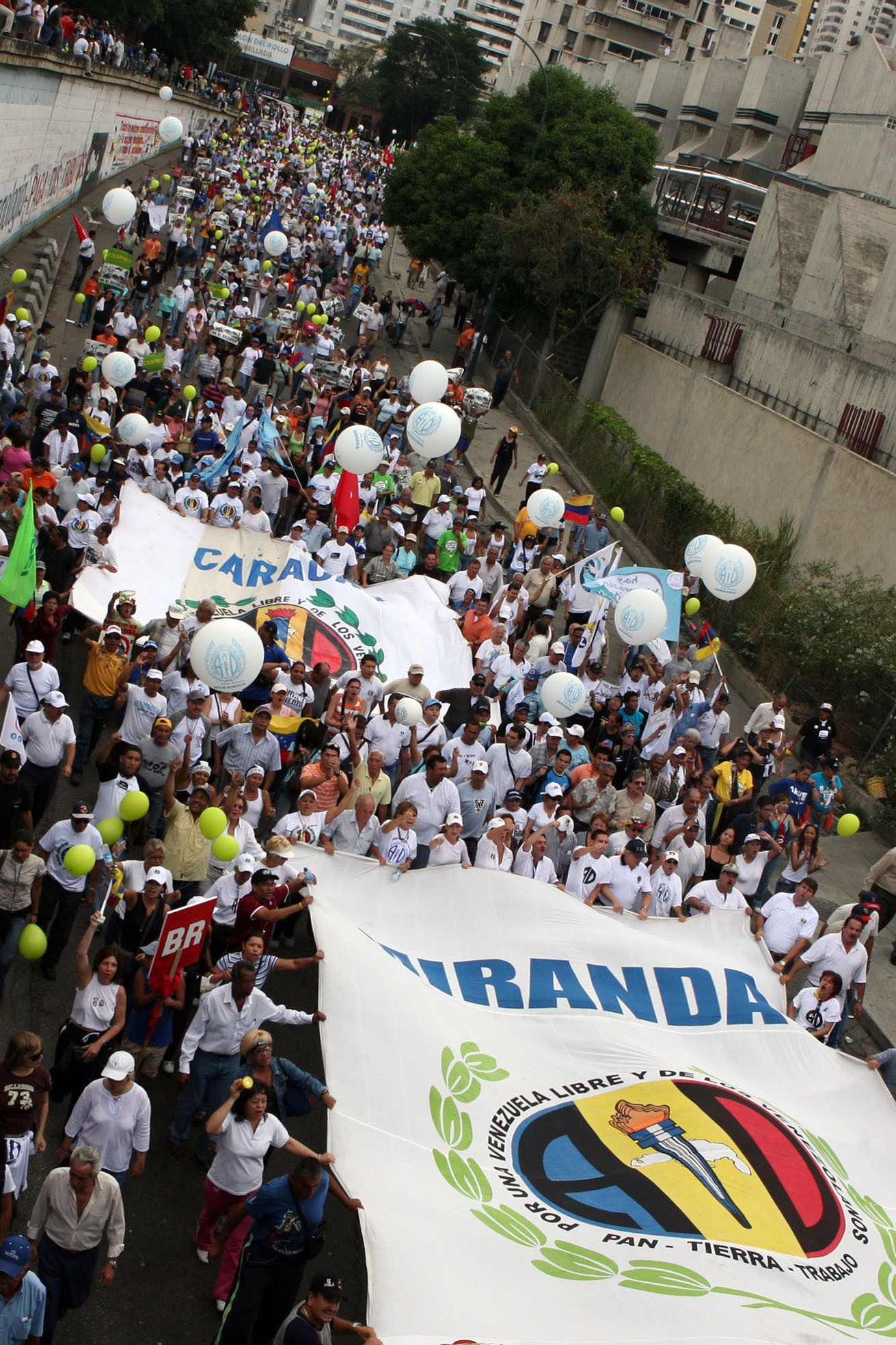
Venezolanos protestan contra el cierre de RCTV.

El lunes 21 de mayo de 2007, cientos de periodistas y estudiantes manifestaron en las calles de Caracas portando una bandera con la leyenda "S.O.S. Libertad de Expresión" Cuatro días más tarde, el viernes 25, estudiantes de la Universidad Católica Andrés Bello, de la Universidad Simón Bolívar y de la Universidad Central de Venezuela participaron en marchas contra la posición del gobierno. Miles de personas participaron durante los días sucesivos en manifestaciones a favor y en contra de RCTV. El domingo 27 de mayo, la violencia se apoderó de una manifestación frente a la sede del CONATEL.
El jueves 24 de mayo, el TSJ decretó que Radio Caracas Televisión debía finalizar su transmisión el 27 de mayo a las 23:59 horas, conforme a la posición del gobierno, y que todos los equipos debían ser cedidos a la nueva estación Televisora Venezolana Social. Sin embargo, los magistrados luego dieron marcha atrás sobre este último punto.
A las 23:59 del 27 de mayo (UTC-4), y luego de mostrar un vídeo en el cual sus empleados, actores y otras figuras cantaban el himno nacional, Radio Caracas Televisión finalizó sus transmisiones después de 53 años en el aire. Solo 8,5 segundos después inició su transmisión la Televisión Venezolana Social (TVes) y no fue sino hasta las 00:20 horas del 28 de mayo cuando empezó la nueva programación, con su propia versión del himno nacional, interpretado por un coro y una orquesta dirigida por el maestro Gustavo Dudamel.

## Posterior al fin de la transmisión

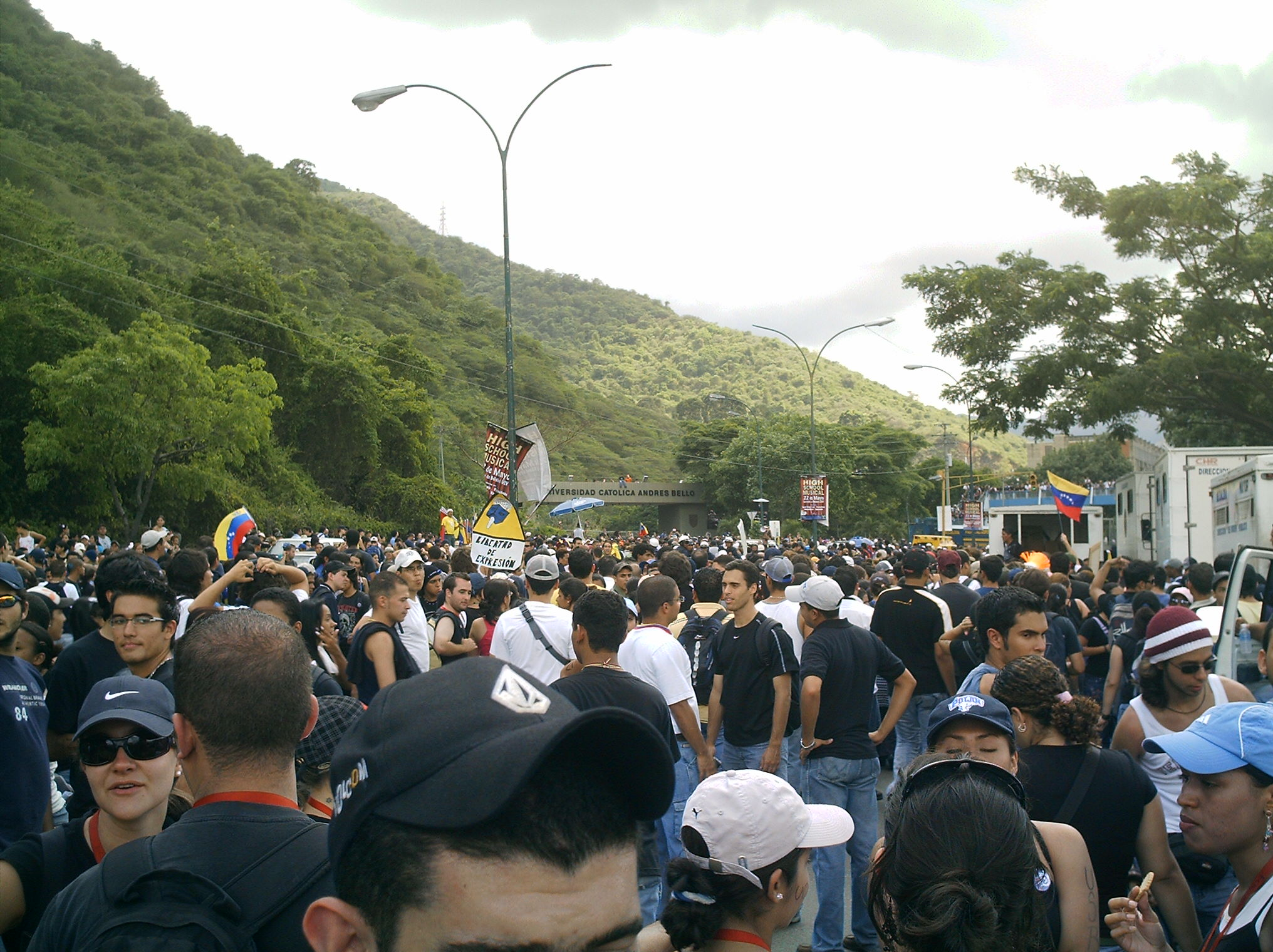
1º de junio, estudiantes contrarios a la decisión de poner fin a la concesión de Radio Caracas Televisión manifiestan en contra del fin de la concesión de RCTV y a favor de la libertad de expresión.

Miles de manifestantes permanecieron en las calles de Caracas y también en otras ciudades del país durante los días 28 y 29 de mayo, tanto a favor como en contra del cese de transmisiones de RCTV. Al menos once policías fueron heridos en el incidente frente al CONATEL y lo mismo ocurrió con tres estudiantes y un agente del orden en la Plaza Brión de Chacaíto de la capital. Alrededor de veinte estudiantes debieron ser internados en hospitales caraqueños por inhalación de gases lacrimógenos. Asimismo, cuatro personas fueron heridas de bala en Valencia el 28 de mayo.
Durante la noche del martes 29 de mayo, las protestas en el Municipio Chacao dieron lugar al cierre de la Avenida Francisco de Miranda. Según Globovisión, al menos 17 personas resultaron heridas. El noticiero de Radio Caracas Televisión, El Observador, pudo ser visto momentáneamente a través del sitio de Internet YouTube y por Globovisión. Posteriormente, RCTV reinició sus transmisiones por televisión por cable con el nombre de RCTV Internacional. En 2010, CONATEL instó a las operadoras de cable del país a retirar de sus pantallas a RCTV por no estar adscrito como productor nacional.
El movimiento estudiantil venezolano que condujo las protestas por el cierre de RCTV visibilizó ante la opinión pública a Yon Goicoechea, Stalin González, Juan Guaidó, David Smolansky, Ricardo Sánchez, Freddy Guevara, Eduardo Massieu, Manuela Bolívar, Nixon Moreno, Douglas Barrios, Juan Andrés Mejía, Victor Ruz, Daniel Ceballos, Miguel Pizarro, Marco Aurelio Guerra, entre otros. El periodista y ex presentador de RCTV Nelson Bustamante realizó el documental "Por estos pasillos de RCTV", en cual ganó el Premio Emmy 2012.

## Reacción internacional
El fin de la concesión de Radio Caracas Televisión fue criticado por diversos organismos internacionales, organizaciones no gubernamentales y personalidades. Algunos de éstos son la Comisión Interamericana de Derechos Humanos, la Organización de Estados Americanos (también a través de su Relatoría para la Libertad de Expresión), la Sociedad Interamericana de Prensa, Human Rights Watch, el Comité para la Protección de Periodistas y la Human Rights Foundation.
El pleno del Senado estadounidense aprobó una moción condenando la negativa a renovar la licencia de RCTV. El Departamento de Estado norteamericano, el Senado de Chile y la Unión Europea también han expresado su desagrado ante esta medida.
El diario argentino La Nación publicó un duro editorial el 31 de mayo condenando la medida, al igual que los periódicos brasileños O Globo y Folha de São Paulo, ambos el 25 de mayo. Mientras que para el cotidiano de Buenos Aires la medida "sirvió para poner en evidencia el sesgo autoritario del gobierno de Chávez, empeñado en acallar toda crítica a su gestión y aumentar el control sobre los medios de comunicación", para el paulista, con RCTV "muere la última emisora con transmisión nacional que todavía se pautaba por la independencia en relación al gobierno."
El presidente de Ecuador, Rafael Correa afirmó respetar la que él considera una decisión soberana del gobierno de Venezuela de no renovar la licencia de transmisión de la televisora privada RCTV. El diario Granma, periódico oficial del Partido Comunista de Cuba, se ha mostrado a favor de la posición tomada por el gobierno venezolano en cuanto a la finalización de la transmisión de RCTV. El canciller de Venezuela de ese entonces Elías Jaua dijo que de dictar sentencia la Comisión Interamericana de Derechos Humanos sobre caso de RCTV el gobierno de Nicolás Maduro desacataría la decisión.